# Projekt 1241.2
Projekt 1241.2 (v kódu NATO třída Pauk) byla třída korvet sovětského námořnictva z doby studené války. Korvety byly určeny k pobřežnímu hlídkování a ničení ponorek. V sovětské klasifikaci to byly malé protiponorkové lodě. Jejich konstrukce je odvozena od malých raketových lodí projektu 1241.1 (v kódu NATO třída Tarantul). Kromě Sovětského námořnicta je provozovaly i pohraniční útvary KGB a po rozpadu Sovětského svazu je převzala námořnictva Ruska a Ukrajiny. V mírně odlišné podobě byly korvety rovněž exportovány. Získalo je Bulharsko, Indie a Kuba, přičemž čtyři indická plavidla tvoří třídu Abhay.

## Stavba
Celkem bylo postaveno 36 korvet této třídy a dalších pět zůstalo nedokončeno. Z toho bylo 29 jednotek základní verze projekt 1241.2 od loděnic v Jaroslavli (dvacet kusů) a Vladivostoku (devět kusů). Do služby byly zařazeny v letech 1980–1988. V Jaroslavli bylo navíc v letech 1989–1991 dokončeno sedm korvet exdportní verze projekt 1241PE, přičemž osmá zůstala rozestavěna. Ze čtyř korvet projektu 12416, které měla dodat loděnice v Chabarovsku, nebyla dokončena žádná.

## Konstrukce (Projekt 1241.2)
Hlavňovou výzbroj tvoří jeden 76mm kanón AK-176M ve věži na přídi a jeden 30mm kanón systému AK-630M. K obraně proti letadlům slouží rovněž čtřnásobné vypouštěcí zařízení MTU-4S pro protiletadlové řízené střely Strela-2M, nebo 9K310 Igla-1. Celkem je neseno šestnáct střel. K ničení ponorek slouží dva vrhače raketových hlubinných pum RBU-1200M, čtyři jednohlavňové 406mm torpédomety OTA-40-204A pro torpéda SET-40 a SET-72 a dále dvanáct hlubinných pum BB-1. Výzbroj doplňuje jeden sedmihlavňový 55mm granátomet MRG-1. Pohonný systém tvoří dva dieselové motory M-507A o celkovém výkonu 20 000 hp, roztáčející dva lodní šrouby s pevnými lopatkami. Nejvyšší rychlost dosahovala 32,87 uzlu.

## Uživatelé
Bulharsko

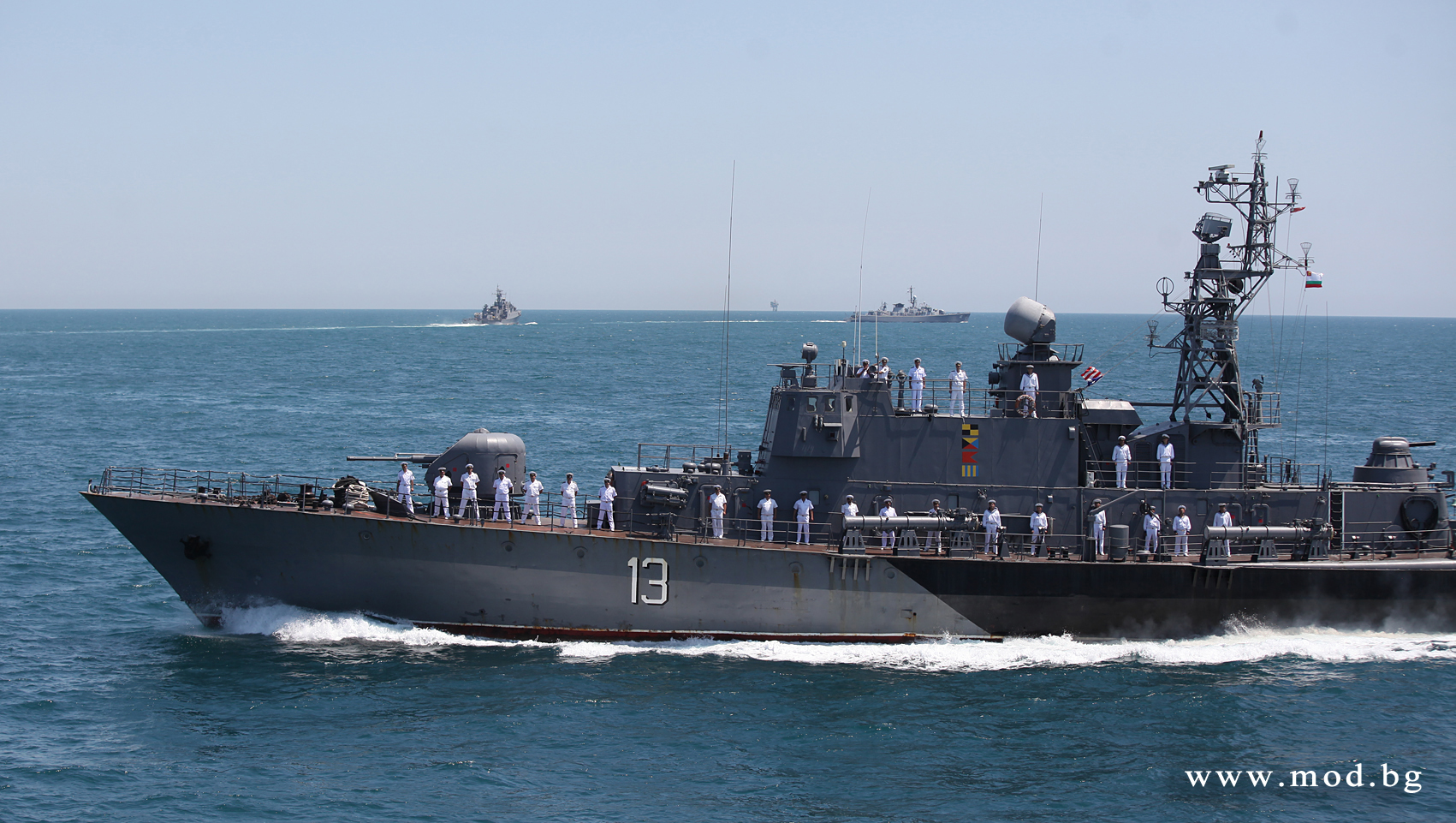
Bulharská korveta Reshitelni (13)

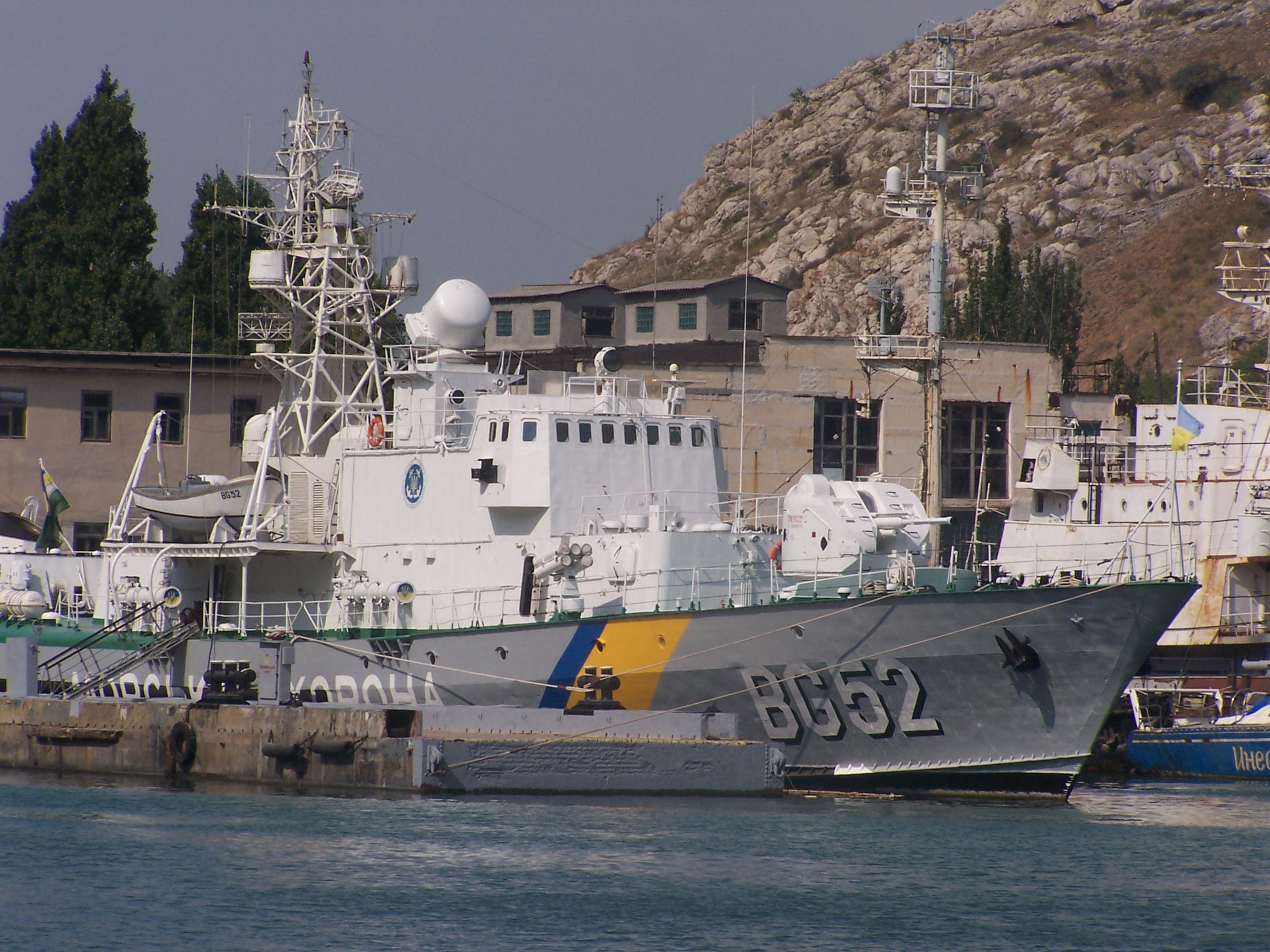
Plavidlo ukrajinské pobřežní stráže Baklava (BG-52)

- Bulharské námořnictvo – dvě korvety dodané v letech 1989 a 1992[1]

 Indie
- Indické námořnictvo – čtyři korvety třídy Abhay[1]

 Kuba
- Kubánské revoluční námořnictvo – jedna korveta dodaná roku 1989[1]

 Rusko
- Ruské námořnictvo

 Sovětský svaz
- Sovětské námořnictvo

 Ukrajina
- Ukrajinské námořnictvo – po rozpadu SSSR získalo pět korvet[1]